# Maigret (film 2022)
Maigret è un film del 2022 diretto da Patrice Leconte.
La pellicola si ispira al romanzo di Georges Simenon Maigret e la giovane morta (1954).

## Trama
Nella Parigi degli anni Cinquanta, una giovanissima si veste con uno sfarzoso abito in un camerino. Impacciata e muta, viene aiutata dalla donna del negozio. Entra poi in un locale di lusso, dove ha luogo un ricevimento. Ma, riconosciuta da un'altra giovane, questa la trascina in un'altra stanza, dove viene aspramente rimproverata anche da un giovane uomo per esservi apparsa senza invito, a loro dire solo per cercare di rovinare la festa. Il cadavere della giovane donna viene poi ritrovato in Square des Batignolles, nel XVII arrondissement di Parigi, nella stessa notte di sabato. Al commissario Maigret spetta il compito di identificare la giovane, ferita mortalmente da cinque colpi da coltello: carnagione bianca chiara, capelli bruni, indossava un abito da sera di alta moda color avorio, senza alcun documento nella sua borsetta.
Il commissario Maigret e i suoi uomini del quai des Orfèvres 36 sono incaricati dell'indagine per tentare di scoprire l'identità della donna e districare i fili che portano a trovare il suo assassino. La vittima aveva noleggiato il suo abito in una boutique del quartiere.
Malgrado uno stato di salute alquanto precario - il suo amico, il Dottor Paul, medico legale, gli ha vietato di fumare le sue celebri pipe - il commissario si dedica a seguire da vicino il caso, perché esso risveglia in lui il doloroso ricordo di una scomparsa più personale. La difficoltà  di ricavare alcun indizio si acuisce. Ma grazie alla propria intuizione, alla pazienza e all'allenata attitudine all'osservazione, Maigret persevera nel suo desiderio di comprendere la vita della donna e le ragioni che hanno condotto a una morte violenta particolarmente sordida. Scopre che il suo nome era Louise Louviere: padre ignoto, la madre era morta presto, così era stata cresciuta dalle suore, poi era andata a servizio ma, maltrattata dai padroni, era venuta a Parigi, dove un'altra donna, conosciuta in treno, le aveva offerto un alloggio e trovato poi un lavoro su un set cinematografico.

## Produzione
Il progetto fu annunciato dal regista e sceneggiatore Patrice Leconte nel marzo 2019, con il titolo Maigret et la jeune morte, adattamento dell'omonimo romanzo di Georges Simenon. Nel novembre 2020 Leconte rivelò di essere intenzionato a girare un film "diverso da tutti gli altri tra quelli sul commissario Jules Maigret". Leconte aggiunse: «Non c'è più stato un Maigret nelle sale dal 1958, con Jean Gabin».
Nel settembre 2021, un manifesto promozionale rivelò che il titolo del film sarebbe stato semplicemente Maigret.
Il film è una co-produzione franco-belga.

### Riprese
Le riprese principali si sono svolte nell'Île-de-France dall'8 febbraio al 19 marzo 2021.

### Casting

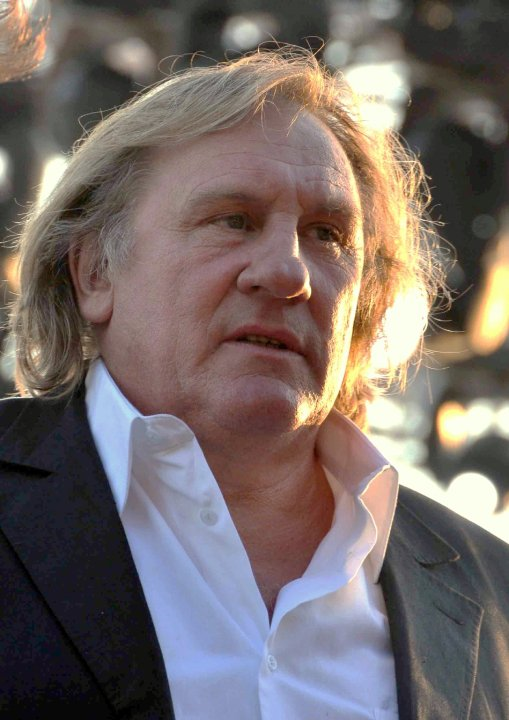
Gérard Depardieu nel 2010

Inizialmente Daniel Auteuil era stato scritturato per il ruolo di Maigret ma si ritirò dal cast prima dell'inizio della produzione. Nel luglio 2019 fu annunciato che Gérard Depardieu sarebbe stato il suo sostituto. Si tratta della prima collaborazione tra Depardieu e il regista Patrice Leconte, dopo vari progetti non realizzati. Nel novembre 2020 Leconte disse: «Ci eravamo già avvicinati, ma quando le cose devono essere fatte, vanno fatte. [...] Non lo sapevo, ma Gérard Depardieu adora Simenon, sarà fantastico».
Il film vede l'ultima apparizione sugli schermi dell'attore André Wilms, che morì il 9 febbraio 2022, due settimane prima dell'uscita del film nelle sale.

## Distribuzione
Il film ha esordito nelle sale francesi il 23 febbraio 2022 e in quelle italiane il 15 settembre dello stesso anno.